# Межигірський потік
Межигірський потік (словац. Medzihorský potok) — річка; права притока Райчанки, протікає в окрузі Жиліна.
Довжина приблизно 8,5 км. Витік знаходиться в масиві Мала Фатра  (геоморфологічна підодиниця Лучанська Фатра; схил гори Скалка) — на висоті приблизно 1235-1240 метрів.
Протікає територією села Тур'є і міста Раєцькі Теплиці. Впадає у Райчанку на висоті приблизно 390-395 метрів.